# Alexander Schleicher GmbH & Co
Alexander Schleicher GmbH est un des grands fabricants mondiaux de planeurs. Cette entreprise allemande fondée en 1926 par Alexander Schleicher sous le nom d'Alexander Schleicher Segelflugzeugbau est aussi le plus vieux fabricant de planeurs au monde.

## Historique
Installée dès sa création dans le massif montagneux de la Wasserkuppe, berceau du vol à voile allemand, cette entreprise a produit durant les années 1920/1930 une grosse partie des planeurs destinés à maintenir une activité aéronautique dans un pays privé d'aviation par le Traité de Versailles puis, à partir de 1933, à servir la propagande aéronautique allemande au travers des clubs vélivoles encadrés par les Jeunesses hitlériennes. Alexander Schleicher travaillant en étroite collaboration avec la Rhön-Rossitten Gesellschaft, les planeurs construits étaient souvent conçus par de grands noms, comme Alexander Lippisch, Fritz Stamer ou Hans Jacobs. 
Si la construction d'avions de sport cessa pratiquement en Allemagne à partir de 1936, celle des planeurs, qui n'utilisaient pas dans leur construction de matériaux stratégiques, fut maintenue, et Alexander Schleicher Segelflugzeugbau poursuivit ses activités jusqu'en 1945, produisant et entretenant uniquement des planeurs.
À la fin de la Seconde Guerre mondiale l'activité aéronautique a été suspendue par les Alliés et Alexander Schleicher retourna à sa première occupation, utilisant son usine pour construire des meubles jusqu'à ce que les restrictions aient été levées en 1951 et que l'entreprise soit à nouveau autorisée à construire des planeurs.

## Planeurs avant 1945
- Hol's der Teufel : Planeur monoplace dessiné par Alexander Lippisch, avec lequel Alexander Schleicher remporta le concours vélivole de la Rhön en 1926. Alexander Schleicher utilisa l'argent de la prime pour fonder quelques mois plus tard Alexander Schleicher Segelflugzeugbau, première entreprise spécifiquement dédiée à la construction de planeurs. L'activité commença dans la salle de bal de Huhnrain. Quelques semaines plus tard l'entreprise s'installa dans un local loué à Remmerz, ces localités étant proches de Poppenhausen (Wasserkuppe), siège actuel de la société. 8 Hol’s der Teufel furent construits par Alexander Schleicher Segelflugzeugbau entre 1927 et 1931, mais cet appareil connut de nombreux dérivés et fut aussi construit par les clubs.

Le nom de l’appareil (Littéralement Que le diable l’emporte) vient du fait qu’il s’agissait d’un appareil d’école, mais monoplace. Comme le planeur biplace n’existait pas, l’élève devait se débrouiller seul, l‘instructeur courant à ses côtés et lui criant des instructions. Le pilote était donc assis dans une courte nacelle en bois, suspendue sous la voilure rectangulaire en plan, qui reposait sur un patin central.
Une réplique construite en 1993 a participé au rassemblement des planeurs anciens à Angoulême en 2006. Voir la vidéo
- Alexander Schleicher Prüfling : Monoplace, le second planeur construit par Alexander Schleicher Segelflugzeugbau fut dessiné par Fritz Stamer. Quelques exemplaires produits entre 1927 et 1929.
- Alexander Schleicher Professor : Planeur monoplace expérimental dessiné en 1928 par Alexander Lippisch. L’aile affichait un allongement de 14 avec une envergure de 16 m. Avec une finesse de 21, c’était donc un planeur très performant pour l’époque.
- Alexander Schleicher Zögling : Première évolution du Hol’s der Teufel, dont il avait sensiblement l’aspect, dessiné en 1928 en collaboration par Alexander Lippisch et Fritz Stamer. Ce monoplace de 10 m d’envergure avait une finesse de 10 avec le même profil Gö 549 que le Professor, alors qu’il pesait 60 kg de moins. 15 exemplaires furent construits par Alexander Schleicher Segelflugzeugbau.
- Alexander Schleicher Stadt Frankfurt : Dessiné par Alexander Schleicher et construit en 1928, ce prototype de monoplan monoplace à aile haute à profil épais avait un fuselage de section circulaire d’où émergeait tout juste la tête du pilote.
- Alexander Schleicher Mannheim : Dessiné par Alexander Lippisch et construit en 1928, c’est le premier planeur biplace produit par Alexander Schleicher Segelflugzeugbau. Un seul exemplaire construit.
- Alexander Schleicher Anfänger : Planeur monoplace d’école (d’où son nom : débutant en allemand) dérivé par Hans Jacobs et Alexander Schleicher du Hol’s der Teufel, dont il se distinguait essentiellement par la suppression du fuselage, l'élève étant assis directement sur la structure. 60 exemplaires furent construits entre 1929 et 1936 pour assurer le développement du vol à voile en Allemagne.
- Alexander Schleicher Rhönadler : Planeur biplace de performances dessiné en 1929 par Alexander Lippisch. Un seul appareil étant construit, à ne pas confondre avec le monoplace du même nom.
- Alexander Schleicher Luftkurort Poppenhausen : Version agrandie et biplace du Hol’s der Teufel, dessinée par Alexander Lippisch et Alexander Schleicher. Deux exemplaires construits en 1930/1931 pour l'école de vol à voile de Poppenhausen.
- Alexander Schleicher Falke : Planeur monoplace de 14 m d’envergure dessiné par Alexander Lippisch. Une série de 25 exemplaires fut réalisée à Poppenhausen entre 1931 et 1935.
- Alexander Schleicher Obs : Planeur expérimental triplace dont un unique exemplaire fut développé entre 1931 et 1932 par Alexander Lippisch pour Rhön-Rossitten Gesellschaft. L’aile atteignait 26 m d’envergure pour une surface de 38 m2, soit un allongement de 17,8, et la masse en charge 640 kg.
- DFS Rhönadler : En 1932 apparut ce monoplace de perfectionnement dessiné par Hans Jacobs, qui reprit le nom du biplace dessiné par Alexander Lippisch en 1929. Cet appareil de 17,4 m d’envergure pour un allongement de 16,8 avait une finesse de 20. 65 exemplaires furent construits par Alexander Schleicher Segelflugzeugbau entre 1932 et 1940.
- DFS Rhönbussard : Planeur monoplace de performance capable de passer la voltige, dont 220 exemplaires furent construits entre 1933 et 1940. Également dessiné par Hans Jacobs et affichant la même finesse que le Rhönadler, l’envergure était réduite à 14,3 m.
- DFS Seeadler (en) : Prototype de planeur monoplace à coque d’hydravion conçu en 1935 par Hans Jacobs sur un programme du DFS.
- Alexander Schleicher Zögling 35 : Fritz Stamer et Alexander Lippisch se retrouvèrent en 1935 pour réaliser cette nouvelle évolution monoplace du Hol’s der Teufel, 20 exemplaires étant construits jusqu’en 1938.
- Alexander Schleicher Condor IIA : Planeur monoplace à aile médiane cantilever de 17,24 m d’envergure pour un allongement de 18,4 dessiné par Heini Dittmar (en) et Krämer. 12 exemplaires construit par Alexander Schleicher Segelflugzeugbau entre 1936 et 1939.

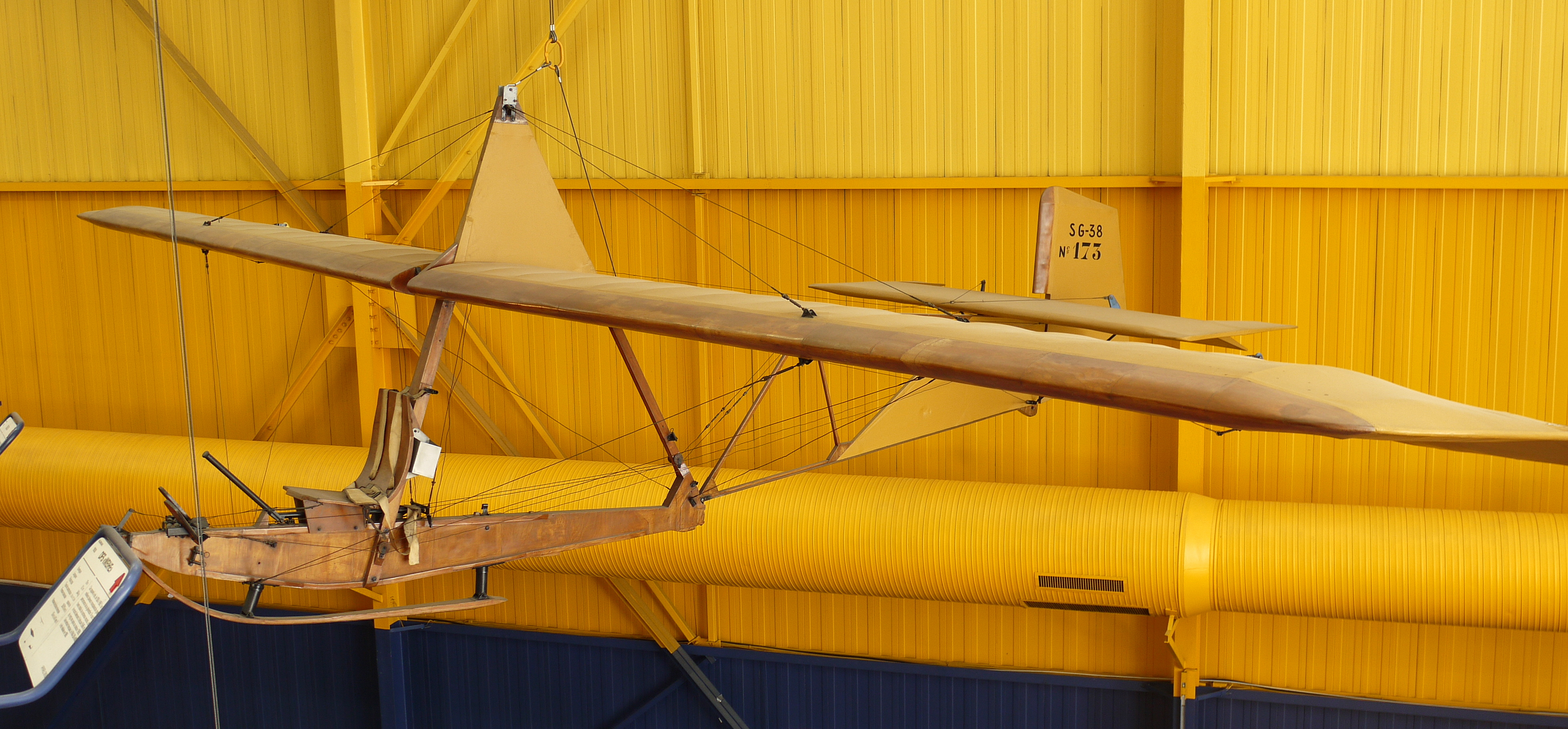
Planeur SG-38 (1938)

- Alexander Schleicher SG-38 : Planeur d’entrainement monoplace, modernisation du Zögling 35 due à Alexander Schleicher en collaboration avec les ingénieurs Rehberg et Hofmann. Avec une envergure de 10,41 m, un allongement de 6,76 et une finesse de 10 on était loin d’une machine de compétition, mais 500 exemplaires furent produits entre 1938 et 1942 pour équiper les sections vélivoles des Jeunesses hitlériennes.
- Alexander Schleicher Condor III : Évolution du Condor IIA développée par Heini Dittmar (en) et Gomolzig. La voilure conservait son envergure, mais la surface était portée de 16,2 à 20,3 m2, soit un allongement de 15. La finesse passait donc de 26 à 28. 10 exemplaires construits entre 1938 et 1941.
- DFS Olympia Meise : Dessiné en 1939 au DFS par Hans Jacobs, ce planeur de compétition destiné aux Jeux olympiques de 1940, qui devaient avoir lieu en Finlande avait une envergure de 15 m, une surface de 15 m2 et un allongement de 15. Concurrent des FVA-13 Olympia-Jolle et Akaflieg München Mü-17, il fut retenu par la commission olympique en raison de sa finesse de 25,5. Les épreuves olympiques n’eurent jamais lieu, mais 25 Olympia-Meise furent construits par Alexander Schleicher Segelflugzeugbau entre 1939 et 1941.
- Grunau Baby IIa : 20 exemplaires du planeur monoplace dessiné par Edmund Schneider furent construits entre 1941 et 1943 par Alexander Schleicher Segelflugzeugbau. Ce modèle ne comportait pas d’aérofreins.
- Weber EW 18 : Planeur monoplace expérimental dessiné par Ernst Weber, dont 3 exemplaires furent construits entre 1942 et 1945. Ce monoplan à aile haute cantilever de 18 m d’envergure se caractérisait par un court fuselage prolongé d’une poutre porte-empennages en aluminium.
- Grunau Baby IIb : 40 exemplaires construits entre 1943 et 1945 par Alexander Schleicher Segelflugzeugbau, dotés d’aérofreins.

## Premiers planeurs après-guerre
Les premiers appareils construits furent inspirés ou dérivés d'appareils d'avant la guerre:
- Schneider ES 49 : Planeur biplace d’entrainement dessiné par Edmund Schneider, premier vol en août 1951.
- Grunau Baby III : Planeur biplace d’entrainement dessiné par Edmund Schneider, premier vol le 24 août 1951.
- Alexander Schleicher Rhönlerche I : Planeur biplace d’entrainement dessiné par Alexander Schleicher, premier vol en 1952.
- Alexander Schleicher Condor IV : Planeur biplace de performance dérivé par Heini Dittmar des monoplaces développés au DFS avant la Seconde Guerre mondiale, premier vol en 1953. On retrouvait donc l'empennage caractéristique des planeurs DFS, les aérofreins d'intrados et le charriot largable (B.O.) pour le décollage.

## Série des K

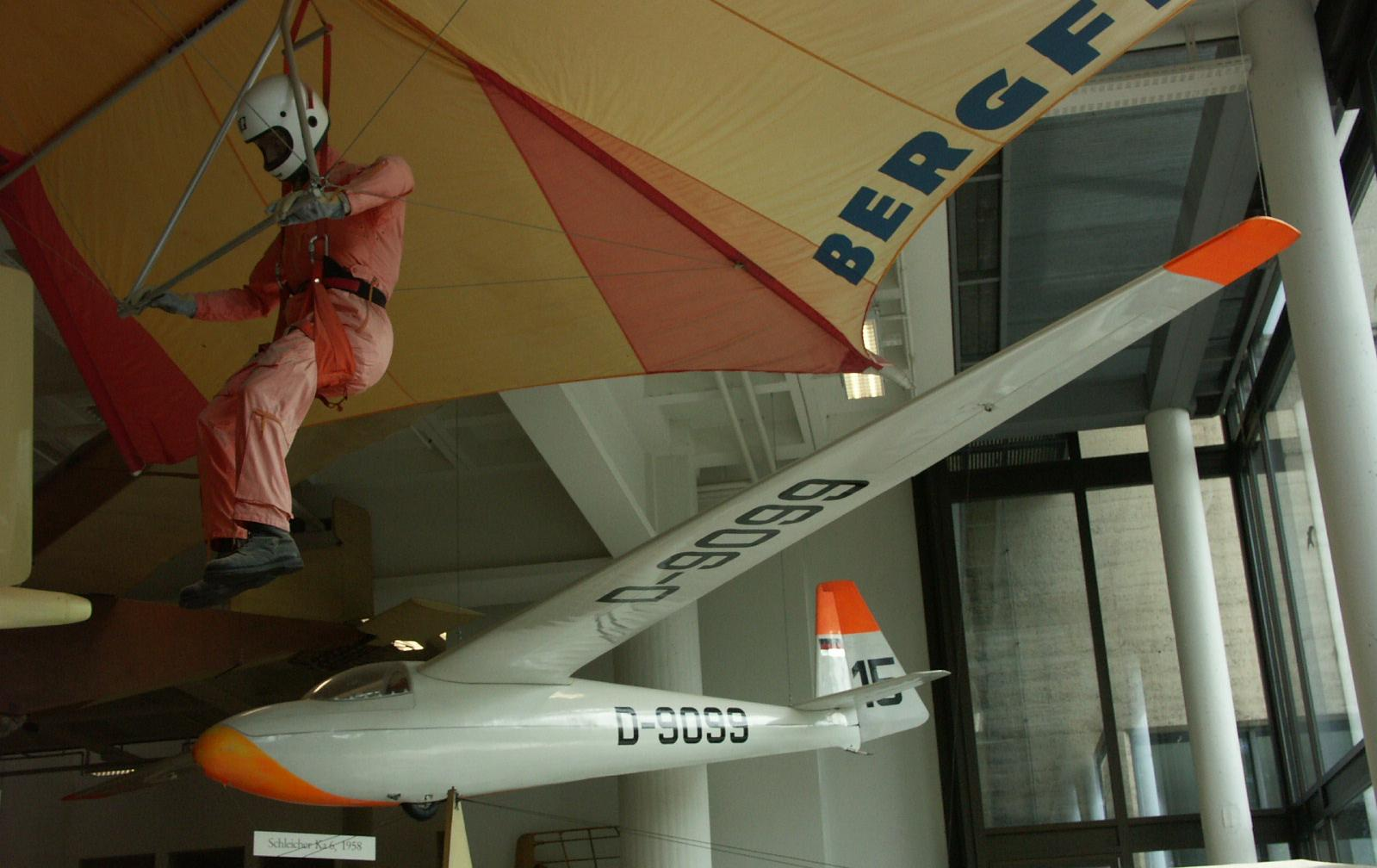
Premier champion de la Classe Standard, le Ka6 de 1958 exposé au Deutsches Museum à Munich

Quelques mois après avoir fait voler son premier planeur, le Ka 1 Rhönlaus, un autodidacte de talent, Rudolf Kaiser, fut embauché par Flugzeugbau Alexander Schleicher, pour laquelle il va développer toute une famille de planeurs très réussis, et quelques motoplaneurs.
- Ka 2 Rhönschwalbe : Planeur de perfectionnement biplace développé en 1952 pour relancer l’activité vélivole en Allemagne. Le prototype prit l’air le 29 mars 1953. c'était un monoplan à aile haute cantilever en bois entoilé et empennage classique, l’aile étant affectée d’une légère flèche négative. Une roue semi-encastrée dans le fuselage faisait suite au patin amorti, freinant aussi le planeur à l’atterrissage.
  - Ka 2b : Ce modèle est apparu en 1957, avec une envergure portée de 15 à 16 m et une flèche de voilure plus accentuée, la finesse passait de 24 à 27. La forme de la voilure nécessitait d’en reculer l’emplanture, ce qui améliorait la visibilité du pilote, et de renforcer la partie arrière du fuselage. Ce planeur se révéla une véritable machine de compétition, puisqu’il permit à Dieter Schmidt d’établir un nouveau record d’altitude Allemand dès 1959 et de porter le record de distance allemand à 424,5 km en 1964.

113 Ka 2/2b furent construits, un certain nombre de Ka 2b volant toujours en Belgique, Suisse, Finlande et Allemagne.
- Ka 4 Rhönlerche II : Avec la reprise de l’activité vélivole en Allemagne au début des années 1950, les aéro-clubs, qui n’étaient plus subventionnés par l’état, se mirent à la recherche de planeurs économiques à l’achat comme d’entretien mais aussi d’un pilotage facile pour assurer l’école de début. C’est dans cette perspective que Rudolf Kaiser entreprit en 1953 la réalisation de ce biplace à aile haute contreventée de construction tubulaire métallique entoilée. Le prototype prit l’air le 7 décembre 1953. Facile à construire mais aussi à manier grâce à une envergure de 13 m seulement, le Ka 4 affichait une finesse maximale de 19. Ses performances étaient donc modestes, ce qui lui valut le surnom moins flatteur de "Rhönstein" (Pierre de la Rhön).

Malgré cela, 338 exemplaires furent construits jusqu’en 1963 par Flugzeugbau Alexander Schleicher, mais aussi sous licence et dans les ateliers de constructeurs amateurs. Ce planeur a aussi fait l’objet de modifications en motoplaneur, le moteur étant installé à la place du siège arrière et entrainant 2 hélices propulsives encadrant le fuselage sous l’aile (Finlande), ou montées en pylône au-dessus du fuselage (Allemagne).
- Ka 6 Rhönsegler : Planeur de compétition Classe Standard, construit à 1 269 exemplaires.
- K 7 Rhönadler : Le Ka 2 Rhönschwalbe se trouva rapidement en concurrence avec des biplaces moins chers et plus performants. En 1955 Rudolf Kaiser lança donc l’étude d’un nouveau biplace d’école, la structure en tubes d’acier entoilés s’inspirant de celle du Ka 4. Il s‘agissait donc d’un monoplan à aile haute cantilever de 16 m d’envergure, conservant l’allure générale du Ka 2, dont le prototype prit l’air en 1957. 511 exemplaires furent construits entre 1957 et 1966, constituant toujours avec l’ASK 13 l’équipement de base de nombreuses écoles. En 1964 un K 7 a battu en Afrique du Sud le record de vitesse en circuit fermé de 500 km (84 km/h).
  - K 7/13 : Voilure abaissée expérimentalement en position médiane, probablement dans le cadre du développement de l'ASK 13.
- K 8 : Planeur monoplace de perfectionnement développé pour occuper une place manquante entre les K 7 d’école et Ka 6 de compétition. Étudié pour pouvoir être construit en kit par les clubs, c'était un monoplan à aile haute cantilever construit eu tubes d’acier soudés avec revêtement en fibre à l’avant, entoilé sur des cadres de bois du fuselage. La voilure gagnait 1,75 m2 par rapport au Ka 6 sans changer d’envergure, mais avec un nouveau profil. Le prototype prit l’air le 5 novembre 1957 et trois versions furent produites :
  - K 8 : Première version, reconnaissable à une verrière très courte.
  - K 8B : Le modèle le plus construit, verrière agrandie B. Ce modèle a établi un record mondial de distance aller-retour aux États-Unis en 1968 avec vol de 767 km.
  - K 8C : Fuselage avant allongé, roue de l'atterrisseur plus large et avancée, avec suppression du patin amorti avant.
- K 9 : Planeur monoplan monoplace à aile haute de 12 m d’envergure, 2 exemplaires seulement construits.
- K 10 : Initialement le K 10 devait être une version entièrement en fibre de verre du Ka 6, auquel il devait succéder. Rapidement il apparut que cet appareil ne pouvait rivaliser avec les nouveaux appareils et Flugzeugbau Alexander Schleicher préféra, pour des raisons économiques, produire une version intermédiaire, le Ka 6E. Cependant Rudolf Kaiser pensait que la formule pouvait être améliorée et entreprit en 1962 des essais comparatifs avec un Ka 6 B-S à profil laminaire Wortmann et un Ka 10 à profil FX 61-184 (FX 40). Malgré une augmentation de poids de 20 kg, le Ka 10 affichait des performances plus élevées, mais les qualités de vol se dégradaient sérieusement à moyenne et basse vitesse. 12 exemplaires seulement furent construits, premier vol en juillet 1963.
- K 11 : Premier motoplaneur dessiné par Rudolf Kaiser et produit par Flugzeugbau Alexander Schleicher, premier vol en août 1964.
- K 12 : Motoplaneur rebaptisé ASK 14.
- ASK 13 : ASK 13 : Planeur biplace d’entrainement dérivé du Ka-7 auquel il devait succéder et dont le premier vol eut lieu en juillet 1966. La voilure était légèrement abaissée, ce qui n’avait qu’une incidence mineure sur les performances, mais améliorait la visibilité de l’équipage, installé sous une verrière redessinée. Les derniers exemplaires virent le patin avant remplacé par une roulette de nez. Plus de 600 exemplaires construits par Alexander Schleicher puis, sous licence, Jubi GmbH à Oerlinghausen.
- ASK 14 : Motoplaneur monoplace dessiné par Rudolf Kaiser, dont le prototype prit l’air le 25 avril 1967 avec la désignation K 12. Il s’agit en fait d’un K 6E à aile basse entrainé par un moteur Hirth bicylindre entrainant une hélice Hoffmann à pas variable. L’appareil reposait sur une roue unique, escamotable. Flugzeugbau Alexander Schleicher devenant Alexander Schleicher GmbH & Co et Gerhard Waibel ayant intégré l’entreprise de Poppenhausen, le K 12 fut rebaptisé ASK 14, puisque le numéro de type 12 avait été attribué à l'ASW 12. 66 exemplaires construits, trois ASK 14 se classant aux 2e 3e et 4e places du premier concours international de motoplaneurs à Burg Feuerstein, Allemagne, en 1970.
- ASK 16 : Motoplaneur biplace côte à côte à train classique escamotable dont le premier vol eut lieu le 2 février 1971.
- ASK 18 : Planeur monoplace de Classe Club, premier vol en décembre 1974. Ce monoplan à aile haute de 16 m d'envergure fut construit à 48 exemplaires, les derniers planeurs en bois et toile à sortir de l'usine de Poppenhausen.
- ASK 21 : Biplace d'entraînement en fibre de verre dont la construction se poursuit aujourd'hui.
- ASK 23 : Ce planeur de perfectionnement de 15 m d'envergure était en fait la version monoplace de l'ASK 21. Destiné à remplacer les K 8 et ASK 18, il a fait son premier vol le 20 octobre 1983.
  - ASK 23B : Version modifiée pour la compétition en Classe Club.

## Série des W
L'époque moderne des planeurs en fibre de verre commence avec les monoplaces dessinés par Gerhard Waibel, qui avait fait ses premières armes avec l'Akaflieg Darmstadt. Ce sont :
- ASW 12: Planeur monoplace de Classe Libre, version de série de l’Akaflieg Darmstadt D-36. Ce monoplace à aile médiane entièrement en fibre de verre ne disposait pas d’aérofreins, ce qui rendait l’approche et l’atterrissage délicats. Un parachute-frein fit donc son apparition sur les derniers exemplaires. Ce planeur de performances a détenu simultanément les trois records du monde de distance (libre, avec but fixé et en circuit fermé). 17 exemplaires seulement construits, dont 7 vendus aux États-Unis, ce planeur étant rapidement remplacé par l’ASW 17.
- ASW 15: Premier planeur de Classe Standard construit par Alexander Schleicher GmbH & Co en matériaux composites. Le premier vol a eu lieu en 1968 et 510 exemplaires ont été construits.
- ASW 17: Seconde réalisation de Gerhard Waibel en Classe Libre et successeur de l'ASW 12, titulaire de plusieurs records du monde de vitesse en circuit fermé.
- ASW 19: Planeur monoplace de classe standard destine à remplacer l'ASW 15. Bear Selen a remporté les Championnats du monde Classe Standard en 1978 sur un planeur de ce type, dont environ 500 exemplaires ont été livrés à ce jour. Utilisé par l'École des Cadets de la Royal Air Force sous la désignation Valiant T. Mk.1.
- ASW 20: Planeur monoplace de compétition de classe 15 m qui a fait l'objet de plusieurs versions et qui est aussi produit sous licence en France par Centrair (en).
- ASW 22: Planeur monoplace de Classe Libre destiné à succéder à l’ASW-17.
- ASW 24: Successeur de ASW 19, cet appareil de Classe Standard a donné naissance à une version motoplaneur.
- ASW 27: Planeur de course Classe 15 mètres.
- ASW 28: Le plus récent des planeurs de Classe Standard développé par Gerhard Waibel.

## Série des H
L'ingénieur Martin Heide (de) a développé :
- ASH 25 (Biplace Classe Open)
- ASH 26 (Classe 18 mètres, motorisé)
- ASH 30 Mi (Biplace Classe Open, motorisé)
- ASH 31 (Classe 18 mètres, motorisé)

## Série des G
L'ingénieur Michael Greiner (de) a développé :
- ASG 29 (Classe FAI 15 et 18 mètres)
- ASG 32 (Biplace Classe 20 mètres

## Série AS
Après le départ de Michael Greiner, le nouveau modèle ne porte plus les initiales du responsable du projet. L’équipe de développement est composé de Joschka Schmeisl, Paul Anklam, Andreas Storch, Ulrich Simon, Tobias Mörsel, Manfred Münch.
- AS 33 (Classe FAI 15 et 18 mètres)
- AS 34 Me Motoplaneur électrique( Classe FAI 15 et 18 mètres )
- AS 35 Mi Motoplaneur électrique( Classe FAI 18 mètres et LIbre )